# مارین کارمیتز
مارین کارمیتز (رومانیایی: Marin Karmitz؛ زادهٔ ۷ اکتبر ۱۹۳۸) تهیه‌کننده فیلم، کارگردان فیلم، فیلم‌نامه‌نویس و سرمایه‌گذار رومانیایی‌تبار اهل فرانسه است. وی دانش‌آموختۀ ایدک است.
از فیلم‌ها یا مجموعه‌های تلویزیونی که وی در آن‌ها نقش داشته است، می‌توان به سپید همچون برف، دیوار، سرزمین بی‌صاحب، خیلی دیر، سه رنگ: قرمز، سه رنگ: سفید و سه رنگ: آبی اشاره نمود.
وی همچنین برندهٔ جوایزی همچون لژیون دونور شده‌است.